# Senior Week
Senior Week is de dertigste aflevering van het zevende seizoen van het tienerdrama Beverly Hills, 90210, die voor het eerst werd uitgezonden op 14 mei 1997.

## Verhaal
Kelly is opgelucht want ze is toch ongesteld geworden en is dus niet zwanger. Brandon is hierdoor toch een beetje teleurgesteld, maar weet dat dit toch het beste is. Kelly besluit om aan de pil te gaan en laat zich onderzoeken door een arts. Deze vertelt haar dat ze een miskraam heeft gehad en dat er iets niet goed is aan haar eierstoken en eileiders. Ook vertelt ze dat Kelly waarschijnlijk onvruchtbaar is. Dit slaat bij haar in als een bom en ze weet niet wat ze hier mee aan moet en weet niet of ze dit aan Brandon moet vertellen naar besluit dit toch te doen. Brandon schrikt hiervan, maar laat haar niet vallen en belooft haar om haar te blijven steunen.
Valerie heeft nu het geld dat ze gekregen heeft door de verkoop van haar aandeel in de club en geeft dit aan Derek zodat hij haar geld kan beleggen. Als Valerie hoort dat Bill in de stad is die zijn dochter wil opzoeken, besluit Valerie hem te bellen. Valerie doet zich voor als een vriendin van Kelly en Bill nodigt haar uit om wat te drinken voordat hij Kelly zal zien voor een etentje. Valerie zoekt hem op en vertelt Bill dat zij geld heeft gegeven voor beleggen aan Derek. Zodra Bill de naam van Derek hoort, schrikt hij en vraagt haar hoe zij hem ontmoet heeft. Als Valerie antwoord wil geven, komt Kelly bij hen. Ze is boos als zij Valerie bij Bill ziet zitten en eist een verklaring. Bill weet niet beter dat zij vriendinnen zijn en denkt dat Kelly dit wel leuk zal vinden. Kelly is ontzet en loopt weer weg. Later nodigt Bill Valerie weer uit en vertelt haar dan dat Derek vroeger bij hem heeft gewerkt, maar hem ontslagen heeft voor verduistering en hij vertelt haar ook dat zij nu waarschijnlijk al haar geld kwijt is.
Nu het einde van de tijd op de universiteit eraan komt bezint, de groep over wat ze gaan doen nadat ze hun diploma hebben. Steve maakt zich geen zorgen, want hij denkt dat hij in een gespreid bedje komt bij zijn vaders bedrijf. Maar als Rush hem uitnodigt voor een gesprek, hoort Steve dat hij er alleen ervoor komt te staan en Rush zijn vangnet weghaalt. Steve is overdonderd door dit en beseft dat hij het nog moeilijk gaat krijgen. Ondertussen hoort Clare dat haar vader een baan aangenomen heeft in Parijs en daar na de diploma-uitreiking heen gaat. Clare staat nu voor een moeilijke keuze: gaat ze mee of blijft ze bij Steve. Dit alles maakt Steve ellendig en voelt zich zielig en sluit iedereen buiten. Rush zoekt Steve nog een keer op en legt uit waarom hij dit doet bij hem. Hij wil dat Steve leert om op eigen benen leert staan, omdat hij ook zo begonnen is met zijn carrière. Clare vertelt hem dat ze blijft en dit alles maakt Steve weer gelukkig en ziet de toekomst weer zonnig tegemoet.
Donna is druk aan het leren voor haar laatste examen bij professor Langely, dit is haar laatste kans om toch te slagen. In de tijd dat ze druk aan het leren is komt David bij haar met de vraag of zij met hem wil samenwonen, dit maakt haar onzeker en twijfelt hierover. Dit werkt zo door, dat ze tijdens het examen een black-out krijgt en wegrent. Ze vraagt zich hierna af hoe dit kwam en volgens David heeft ze dit gedaan omdat ze nog niet wil samenwonen en dit niet wil toegeven. Volgens Donna zit hier een kern van waarheid in en wendt zich tot de professor om dit uit te leggen en een herkansing aan te vragen. De professor is dit eerst niet van plan, maar laat haar toch overhalen en geeft Donna een mondeling examen. Ze slaagt nu met vlag en wimpel en hoort dan dat de professor altijd heeft gedacht dat Donna hier goed in zou zijn, maar haar wilde laten zien hoe de echte wereld in elkaar zit.

## Rolverdeling
- Jason Priestley - Brandon Walsh
- Jennie Garth - Kelly Taylor
- Ian Ziering - Steve Sanders
- Brian Austin Green - David Silver
- Tori Spelling - Donna Martin
- Tiffani Thiessen - Valerie Malone
- Joe E. Tata - Nat Bussichio
- Kathleen Robertson - Clare Arnold
- Jed Allan - Rush Sanders
- John Reilly - Bill Taylor
- Olivia Brown - Professor Langely
- Corin Nemec - Derek Driscoll
- The Eliminators - Zichzelf (muzikale gast)